# Yuma (futbolista)
Javier Monsálvez Carazo, conocido como Yuma (Madrid, Comunidad de Madrid, España; 8 de octubre de 1985), es un futbolista español.
Natural del barrio madrileño de San Cristóbal de los Ángeles. Juega de medio centro. Actualmente, juega en el El Paso Locomotive FC de la USL Championship, tras jugar en el Salamanca y Rayo Vallecano de Madrid, club en el que se ha formado en sus categorías inferiores.
Es primo de los jugadores Antonio Amaya Carazo e Iván Amaya.[cita requerida]

## Clubes
ref.
| Club                   | País           | Año           |
| ---------------------- | -------------- | ------------- |
| Rayo B                 | España         | 2004 - 2005   |
| Rayo Vallecano         | España         | 2005 - 2011   |
| Fuenlabrada (Préstamo) | España         | 2005 - 2006   |
| Salamanca              | España         | 2011 - 2012   |
| Ontinyent              | España         | 2012 - 2013   |
| Puerta Bonita          | España         | 2013 - 2014   |
| Rayo OKC               | Estados Unidos | 2016          |
| Puerto Rico            | Puerto Rico    | 2017          |
| Jacksonville Armada    | Estados Unidos | 2018          |
| El Paso Locomotive     | Estados Unidos | 2019-presente |